# 김유정문학촌
김유정문학촌은 소설가 김유정의 사상과 문학을 기리기 위해 생가를 복원하고 전시관을 지어 2002년 8월 6일에 설립한 문학관이다.
김유정문학촌은 한국의 대표적인 단편문학작가 김유정의 사상과 문학을 기리며, 그 기념 및 연구사업 등을 추진하고 있는 춘천시가 2002년 8월 일반 시민들에게 김유정의 삶과 문학을 좀더 가까이 소개하기 위해 설립하였다.

## 역사
춘천시는 김유정 생가를 복원하고 기념전시관 및 부대시설을 마련하고 작품의 무대인 실레마을에 문학산책로를 조성하는 등 김유정 작가의 문학적 업적과 문학정신을 알리기 문학촌을 설립하였다.

## 사진

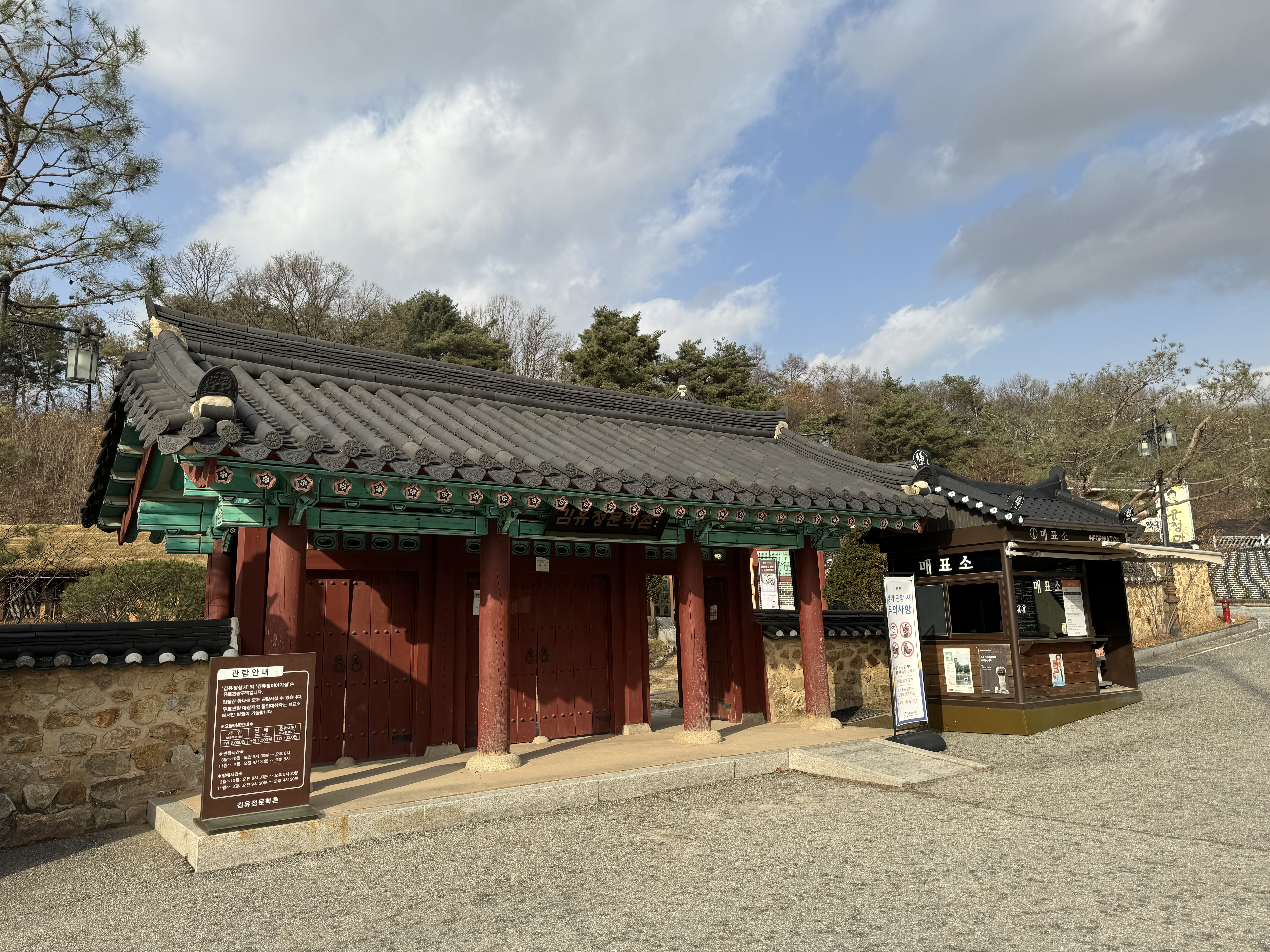
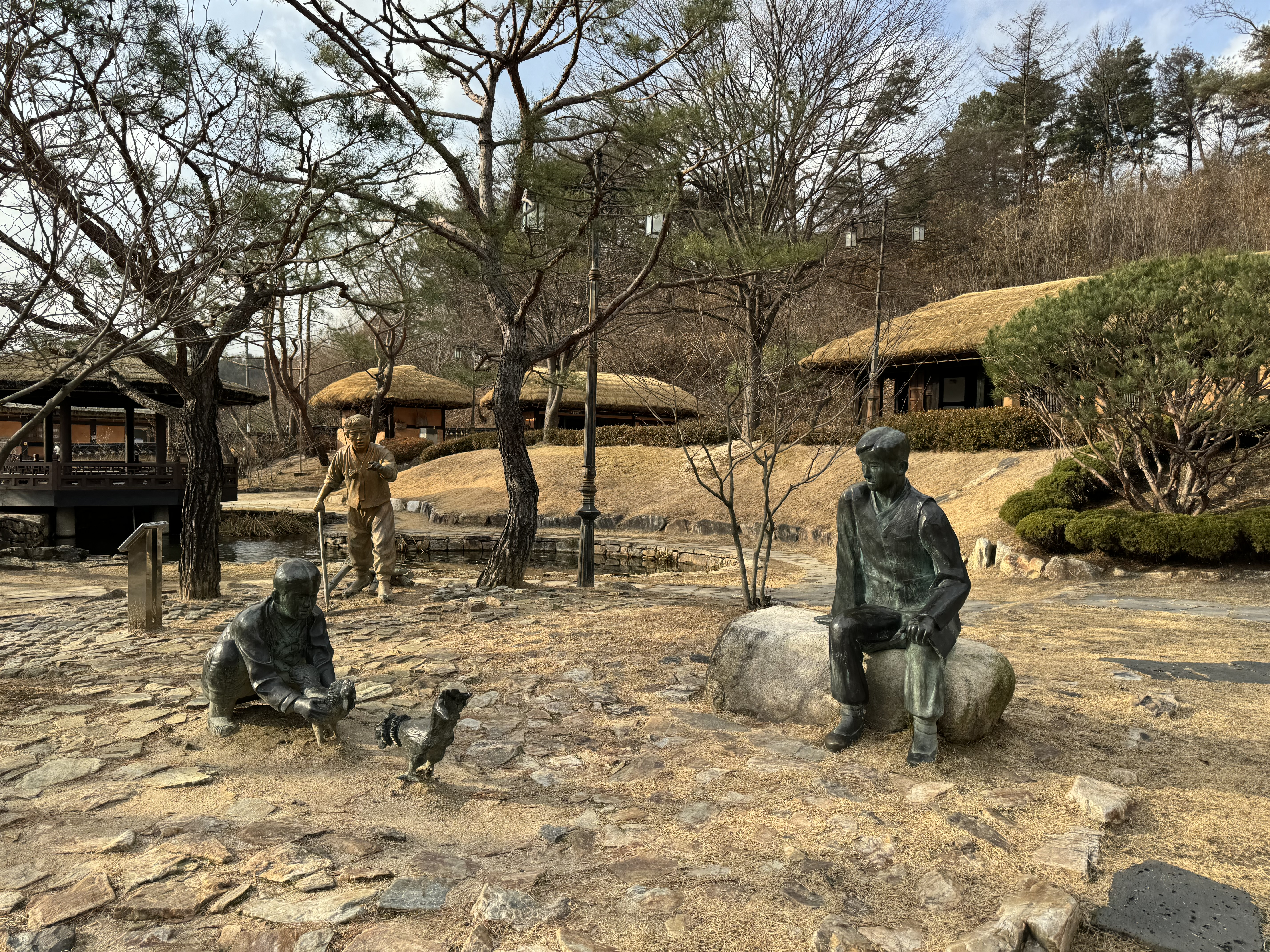
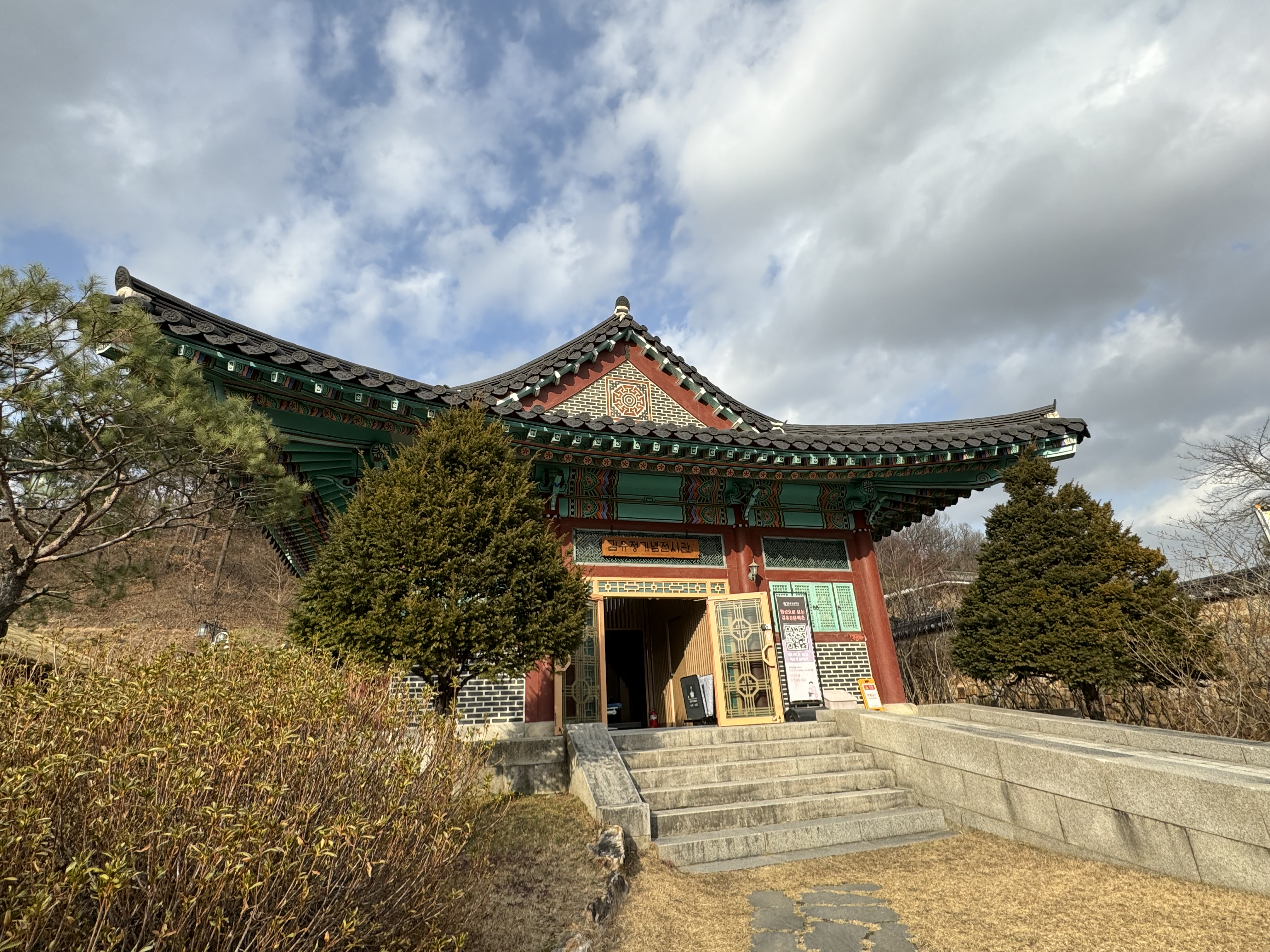
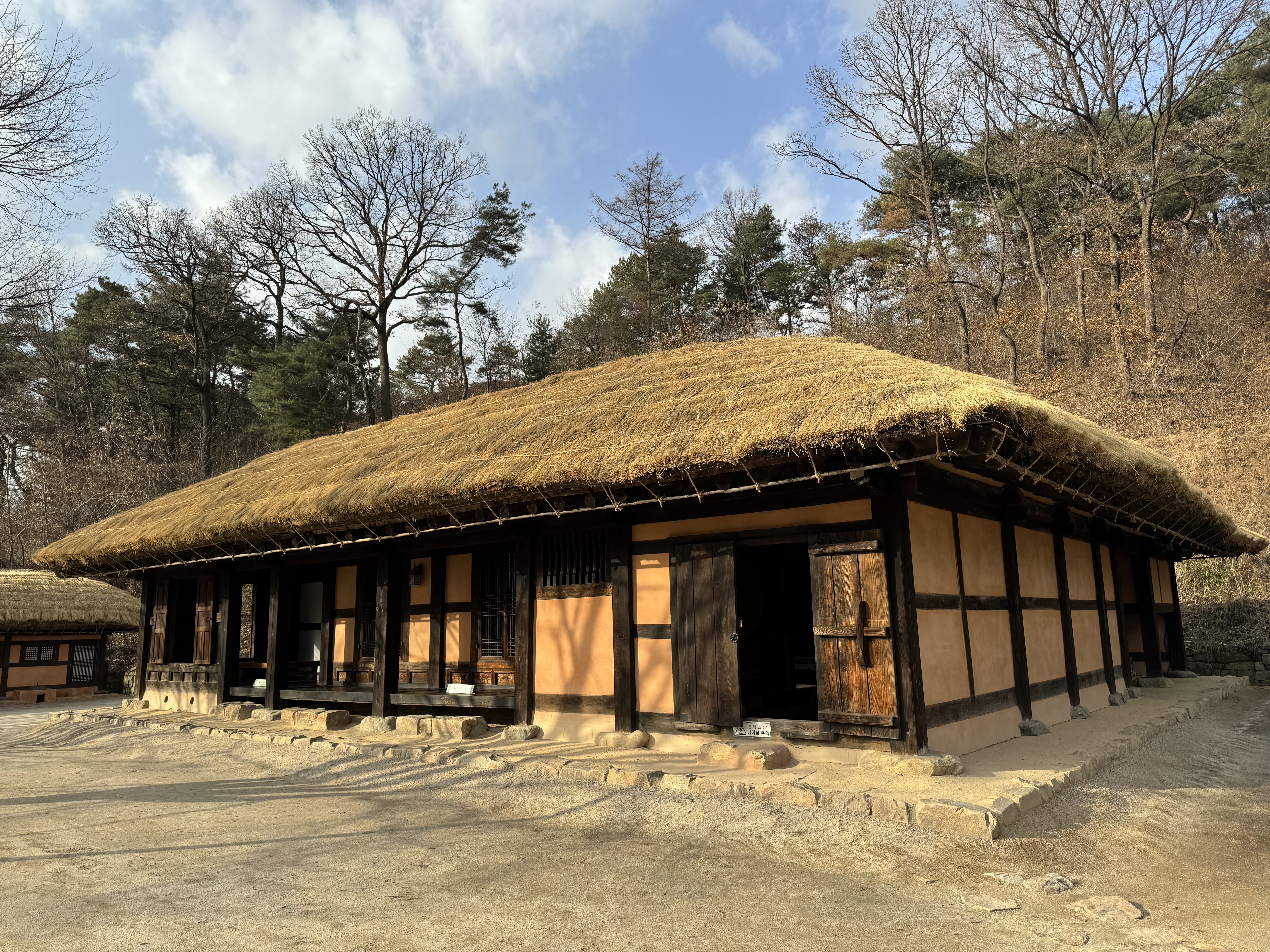
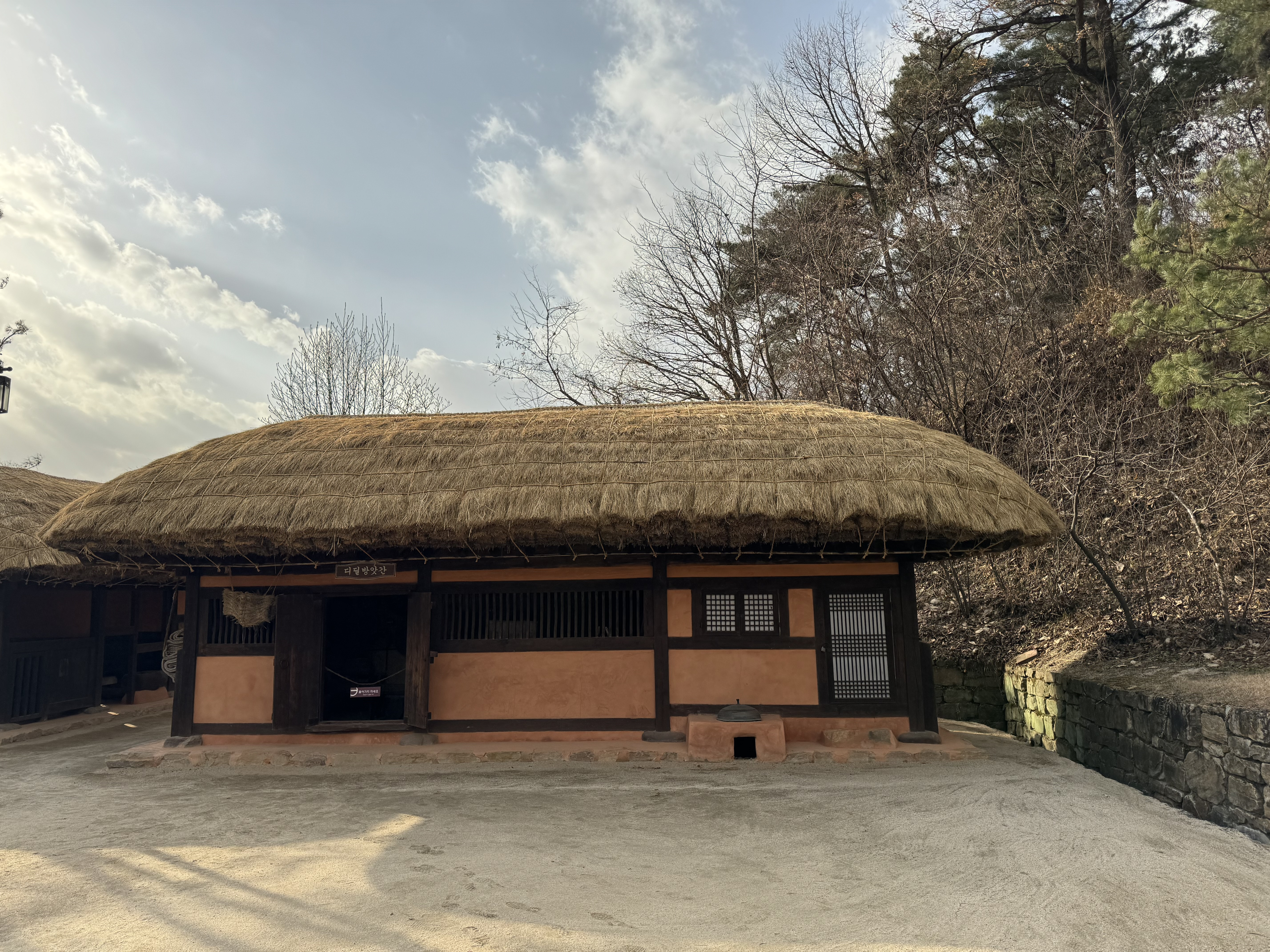
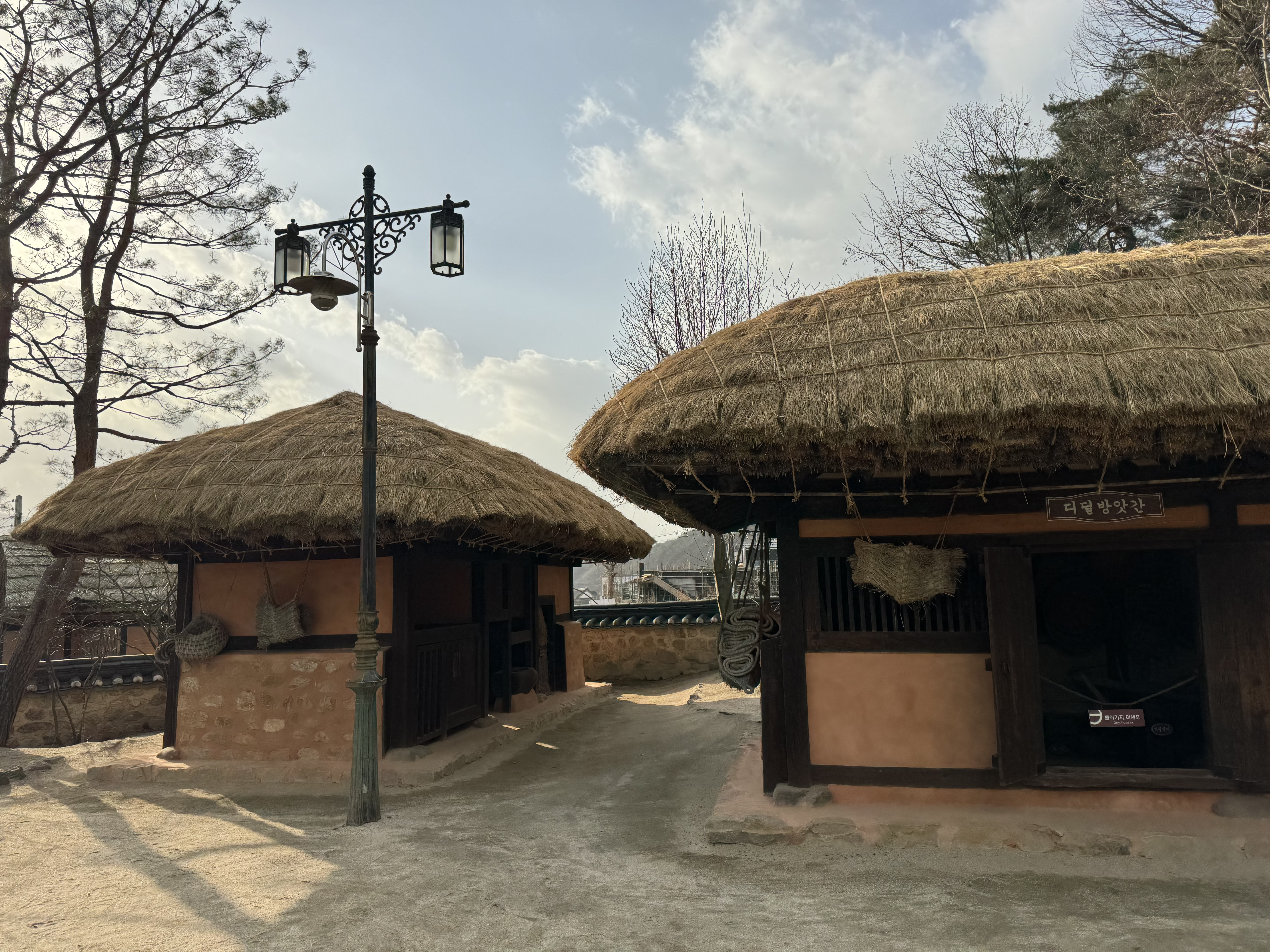
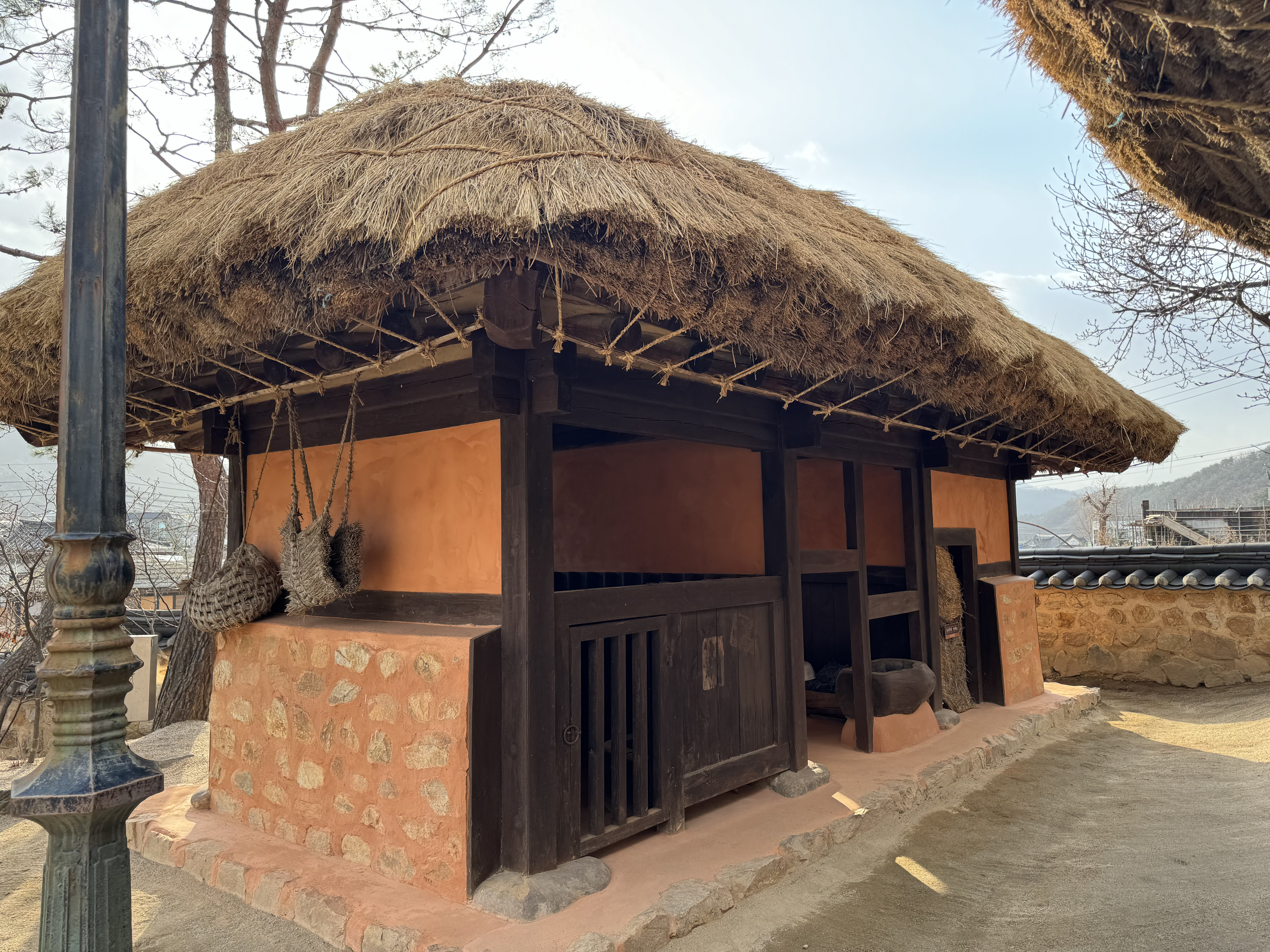
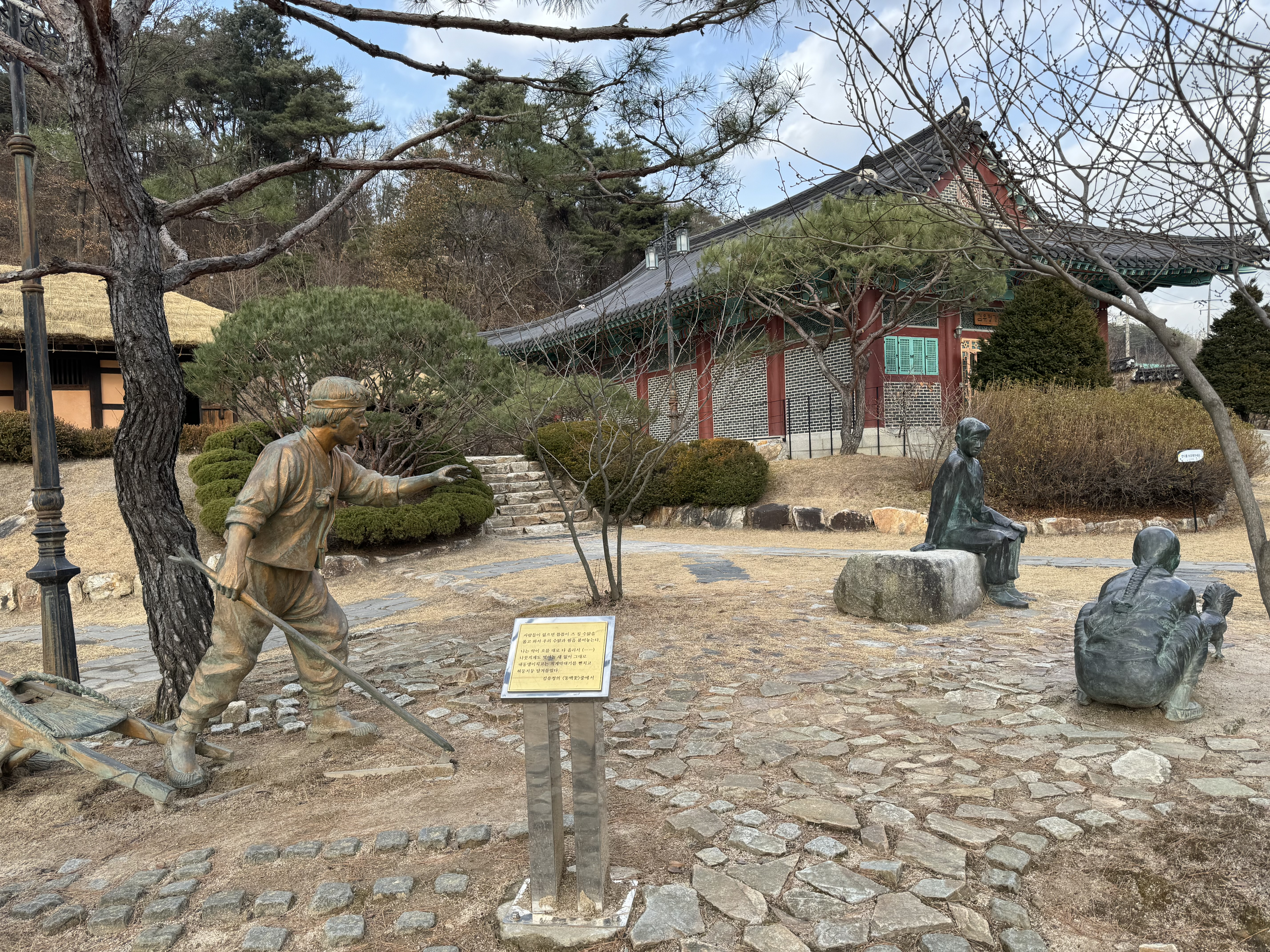
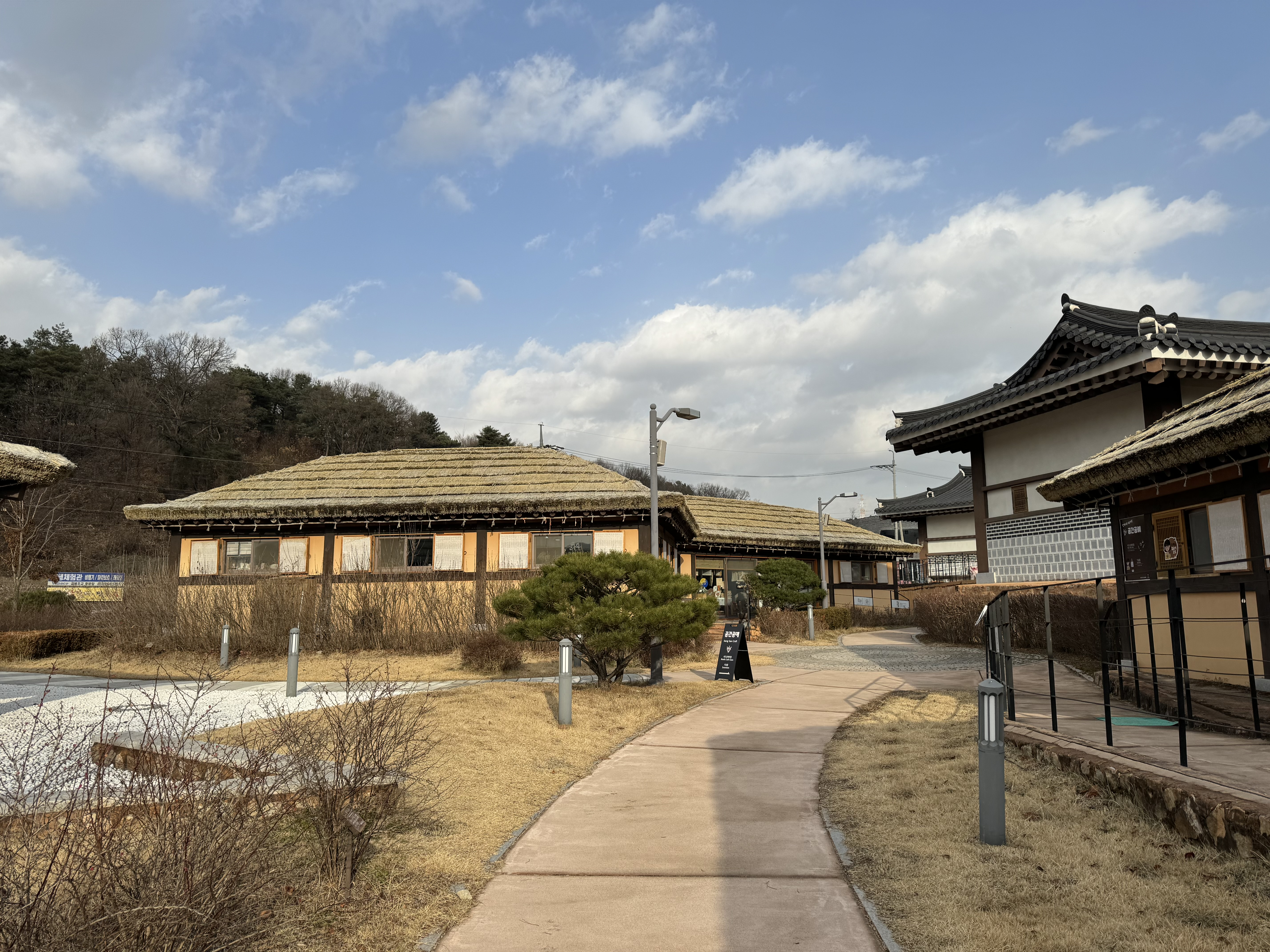
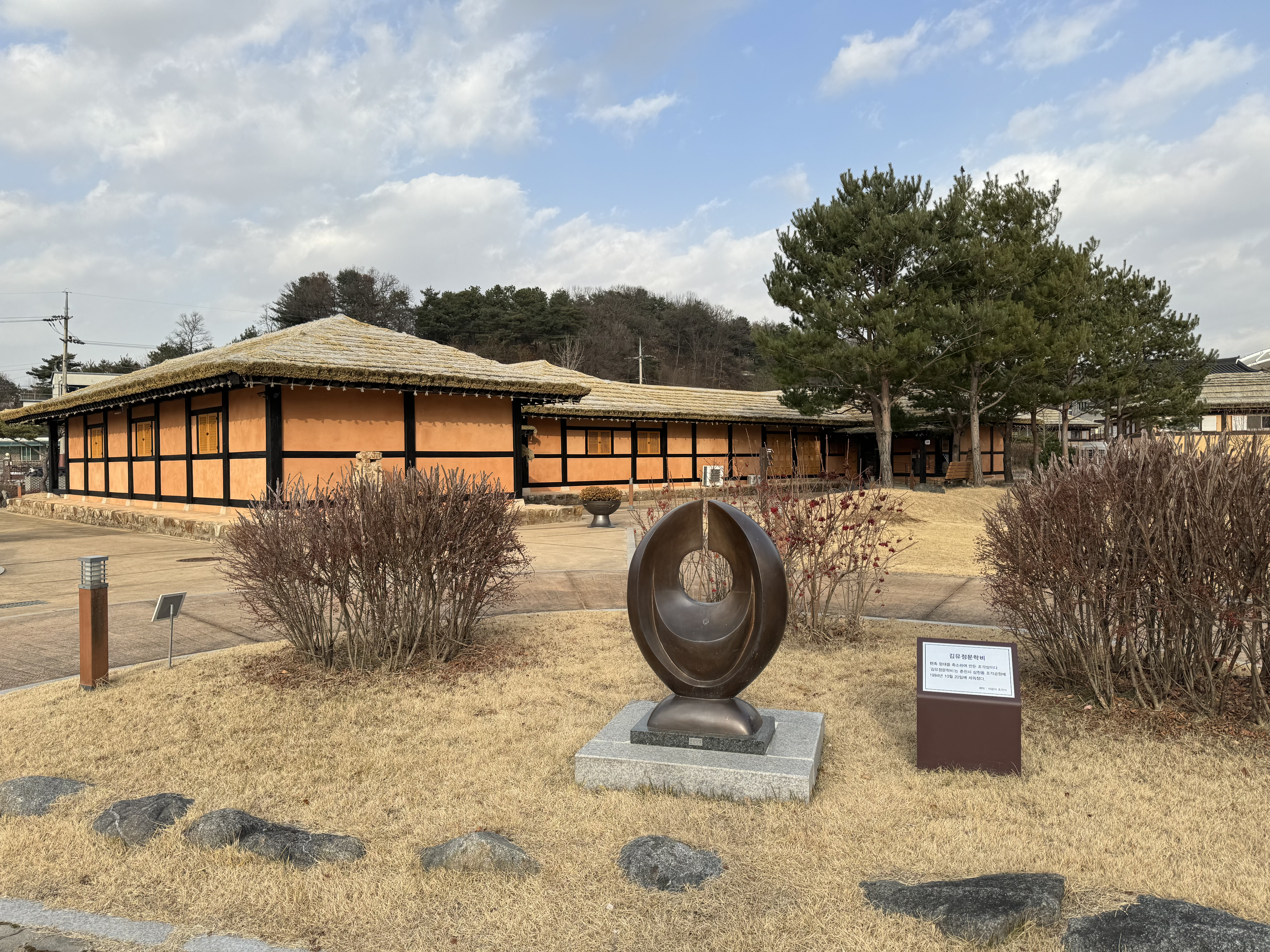
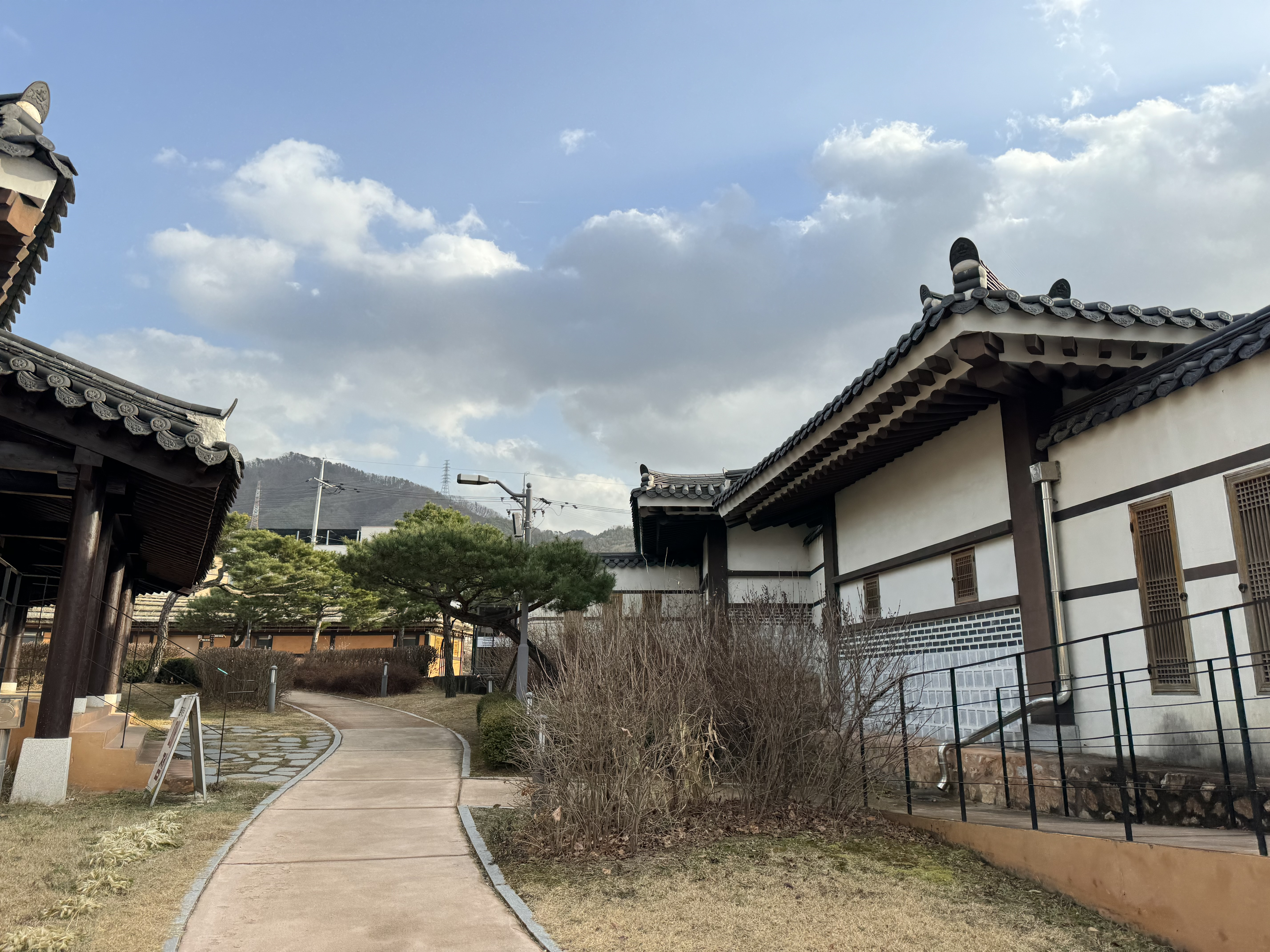
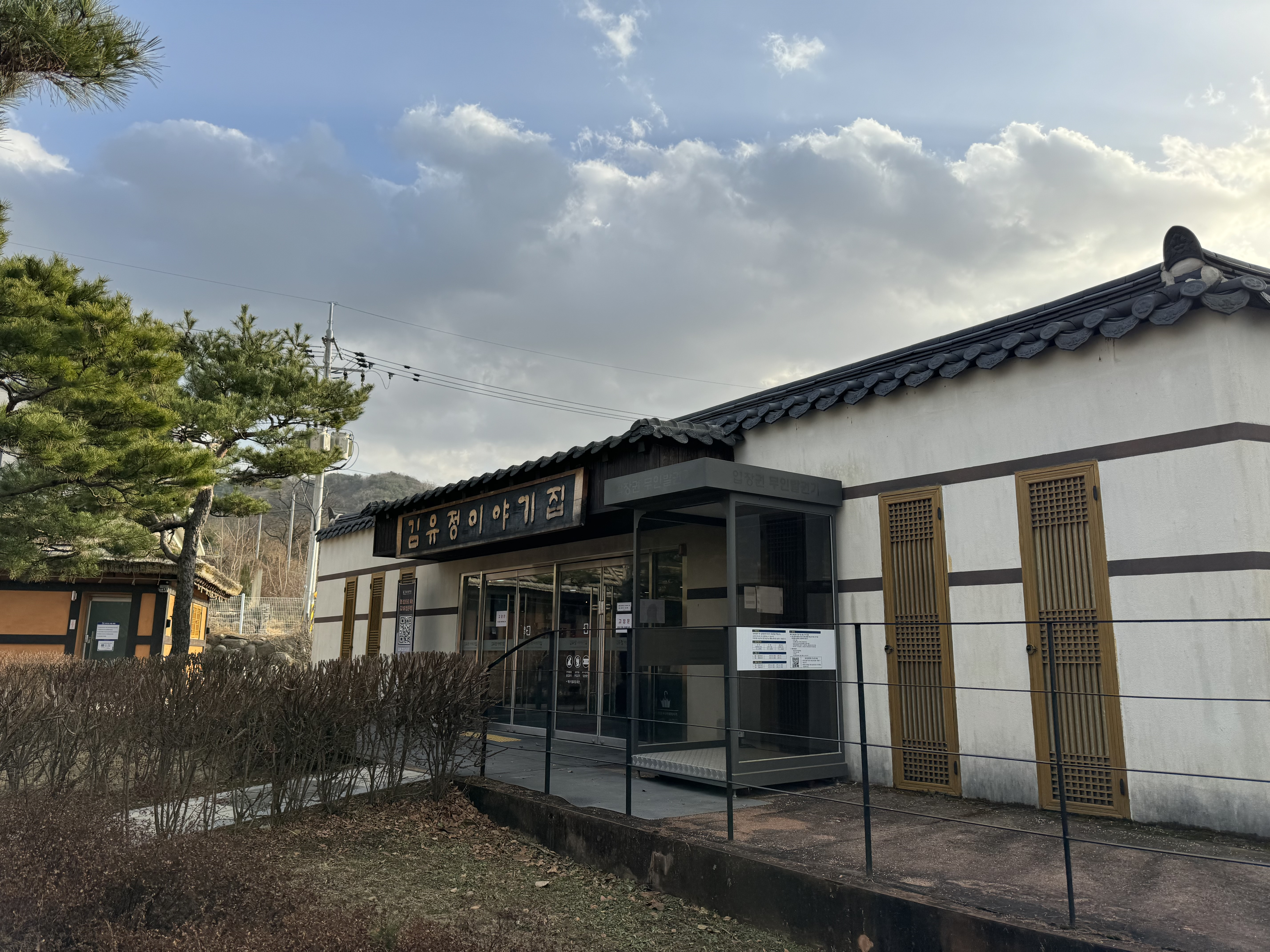
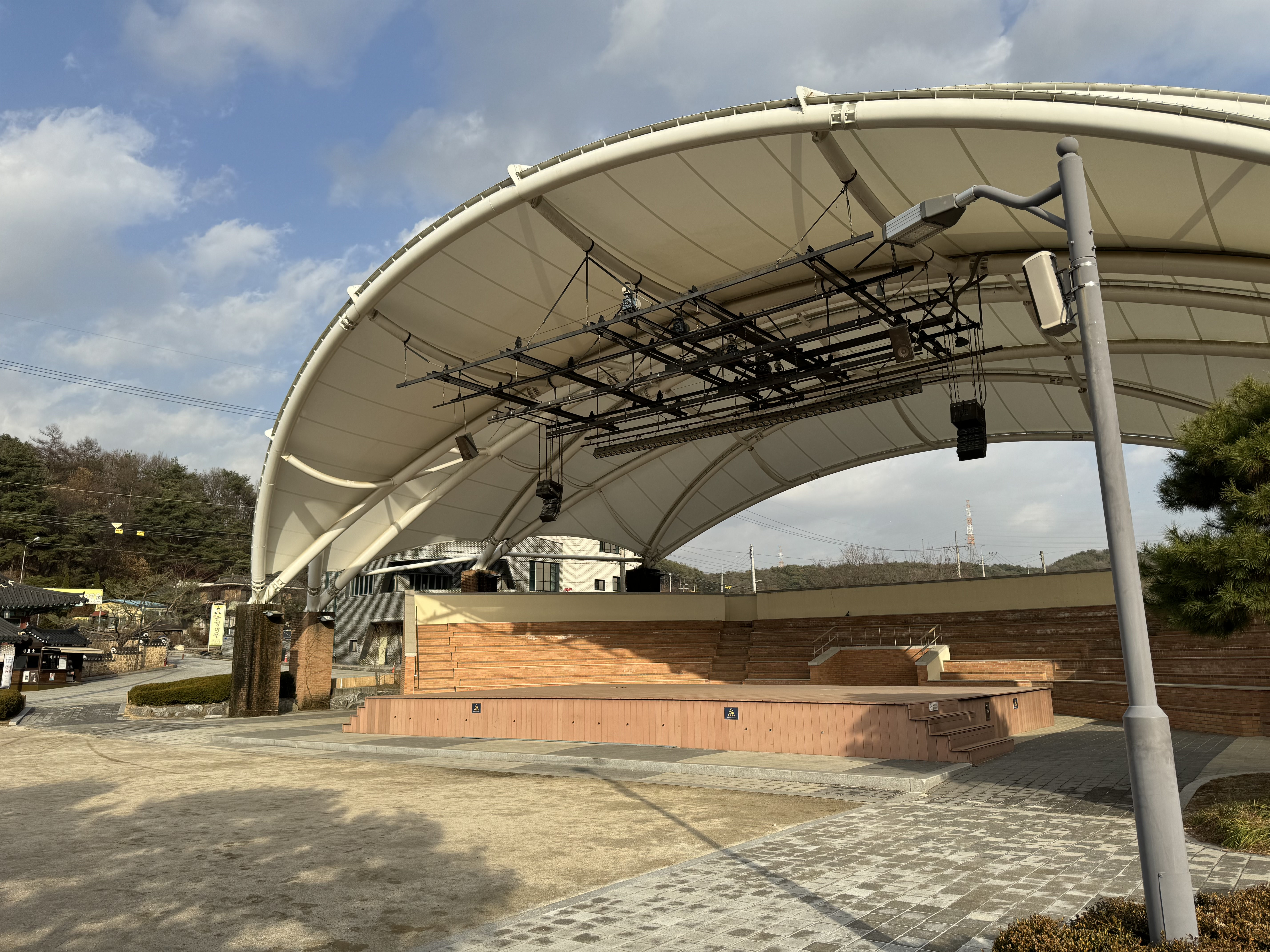
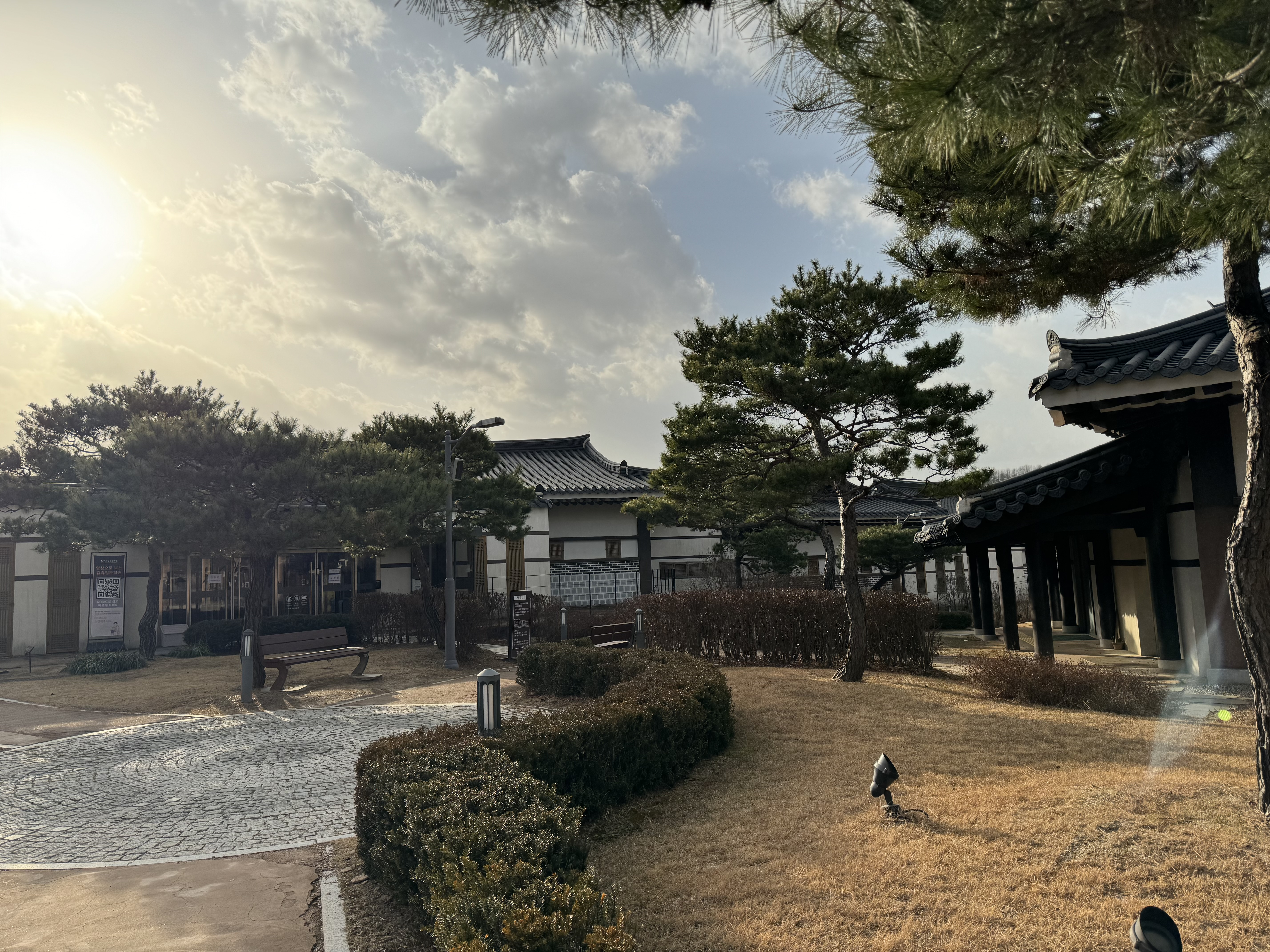

## 행사
- 김유정추모제
- 김유정문학제
- 학술발표회
- 청소년문학축제
- 김유정문학캠프
- 소설의 고향을 찾아가는 문학기행
- 김유정 소설과 만나는 삶의 체험
- 순회문학강연

## 같이 보기
- 김유정
- 김유정역